# Schistura hiranyakeshi
Schistura hiranyakeshi — вид коропоподібних риб родини Nemacheilidae. Описаний у 2020 році.

## Назва
Видова назва hiranyakeshi вказує на типове місцезнаходження — річку Гіраньякеші. Також гіраньякеші у санскриті означає «золоте волосся», натякаючи на золотисто-жовте забарвлення дорослих зразків.

## Поширення
Ендемік Індії. Виявлений у храмовому ставку, що живиться річкою Гіраньякеші, в окрузі Сіндхудург у штаті Махараштра.

## Опис
Дрібна рибка, завдовжки до 3,5 см.